# 片平 (川崎市)
片平（かたひら）は、神奈川県川崎市麻生区の地名。1982年（昭和57年）から2006年（平成18年）にかけて住居表示実施済みの町丁としての片平1丁目から8丁目と、2013年（平成25年）12月9日現在で住居表示未実施である、大字としての片平が併存している。面積は1.80 km2。

## 地理

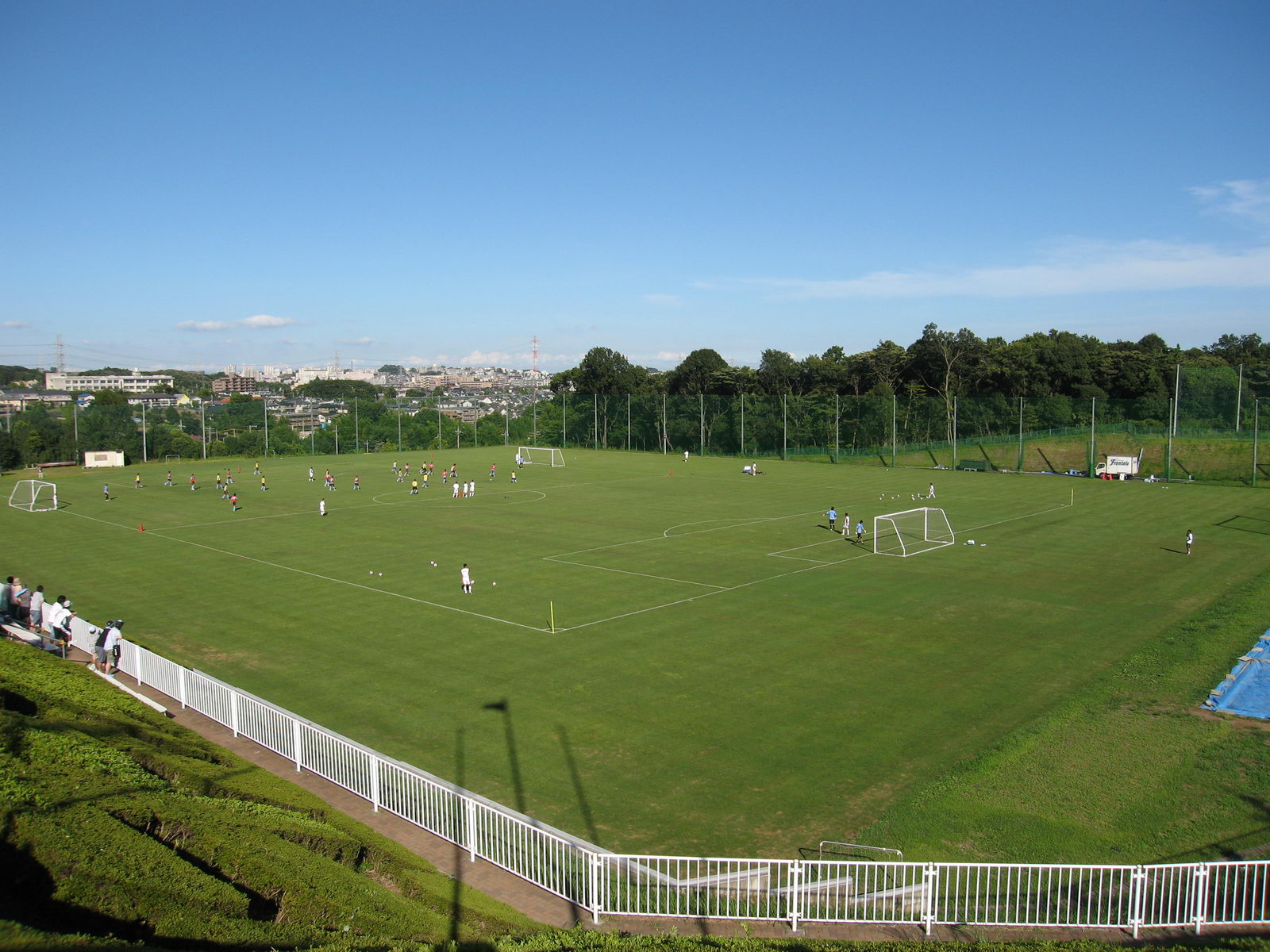
麻生グラウンド

麻生区の西部に位置し、全体が多摩丘陵の上にある。麻生川の支流である片平川が域内を北西から南東へ流れ、それに沿って神奈川県道137号上麻生連光寺線が並走するほか、東端を神奈川県道3号世田谷町田線（津久井道）が通過している。北部や東部は小田急多摩線の整備に合わせて土地区画整理事業が行われ住宅地となっているが、南西部に残る丁目の付かない片平は市街化調整区域となっており、田畑や雑木林などの景観が残っている。
片平は北東端で栗平・白鳥・五力田と、東端で麻生川を挟んで上麻生と、南西端で東京都町田市の能ヶ谷・広袴町と、西端で栗木と接する（特記のない町域は神奈川県川崎市麻生区）。

### 地価
住宅地の地価は、2025年（令和7年）1月1日の公示地価によれば、片平4丁目3-29の地点で19万3000円/m²となっている。

## 歴史

### 古代
当地からは葉積台遺跡・片平遺跡・仲町遺跡など、縄文時代の早期・前期・中期・後期に渡る遺跡が発掘されている。特に、仲町遺跡からは柄鏡形敷石住居が検出されており、建築に石を用いた例として初期に当たる。
また、南西に「富士塚」と呼ばれる古墳があり、その名の通りかつては富士山が見渡せたといい、近世には富士信仰の場ともなっていた。

### 中世
当地に所在する修廣寺は、末寺を8箇所有する大寺院であったが、その創建は永享年間（15世紀前半）と伝わる。
片平は『小田原衆所領役帳』に「小机片平郷」として載っているが、この時点では古沢や五力田も片平郷の一部とされており、江戸時代へ移る前に分立していった。なお、豊臣秀吉が小田原征伐に先立って、当地など9か村に禁制を出しており、その実物も現存している。

### 江戸時代
江戸時代の当地は当初旗本の前場氏領であったが、後に天領となり、また一部には修廣寺領もあった。片平川とそこから伸びる谷戸に水田が作られ、台地上は畑地となっていた。
村高は、正保期の『武蔵田園簿』で268石（別途志光寺領が3石4斗）、『元禄郷帳』で300石1斗あまり、『天保郷帳』で295石9斗あまり、幕末の『旧高旧領取調帳』で天領分が292石7斗あまり、修廣寺領が3石9斗あまりとなっていた。年貢以外の賦役として、1768年（明和5年）以降、布田五宿（甲州街道）の助郷を務めた。

### 明治以降
明治維新以降、当地は神奈川県に属し、行政上片平村→柿生村→川崎市と推移していった。明治に入って養蚕が盛んとなり、また禅寺丸柿も広く作られるなど、当地は農村として推移していった。養蚕は大正時代に全盛期を迎えるが、昭和恐慌の影響で、都市近郊にあることを生かした野菜やシイタケ栽培へと主力が移っていった。
当地では第二次世界大戦中から住宅地化の動きが見られたが、戦後にはそれが加速していった。そのような流れの中で、市は当地を市街化調整区域に指定して乱開発を抑える一方、小田急多摩線の建設に合わせて土地区画整理事業が行われ、完了した区域は市街化区域に編入した。平成に入ってからも、尻手黒川道路と片平川の整備に合わせて土地区画整理事業が行われている。

### 地名の由来
当地は片平川を境として、北東側が崖であるのに対し、南西側が緩やかな台地であることから、「片側が平ら」という地形から付いた地名だと考えられている。

### 沿革
- 縄文時代 - 遺跡が残る。
- 古墳時代 - 富士塚が築かれる。
- 永享年間 - 修廣寺の建立と伝わる。
- 1559年（永禄2年）- 『小田原衆所領役帳』に「小机片平郷」とある。
- 1716年（享保元年）- 前場氏領が天領となる[14]。
- 1768年（明和5年）- 布田五宿の助郷を務める。
- 1868年（明治元年）- 明治維新。当地は神奈川県所属となる。
- 1874年（明治7年）- 大区小区制の施行により、当地は第6大区第8小区に属する[14]。
- 1889年（明治22年）- 町村制施行により、柿生村が成立。片平はその大字となる。
- 1911年（明治44年）- 村内の神社が白鳥神社へ合祀される[14]。
- 1918年（大正7年）- 養蚕組合が組織される[6]。
- 1939年（昭和14年）- 柿生村が川崎市へ編入される。川崎市片平となる。
- 1959年（昭和34年）- 川崎市立柿生小学校が上麻生から当地へ移転[6]。
- 1970年（昭和45年）- 川崎都市計画区域の線引きが行われ、当地は市街化調整区域とされる。
- 1972年（昭和47年）- 川崎市が政令指定都市へ移行。川崎市多摩区片平となる。小田急多摩線の建設や沿線の土地区画整理事業が始まる。
- 1974年（昭和49年）- 小田急多摩線が小田急永山駅まで開通。
- 1976年（昭和51年）- 土地区画整理の完了により住居表示が行われ、栗平・白鳥が分立[15]。
- 1978年（昭和53年）- 神奈川県立柿生西高等学校が開校[6]。
- 1982年（昭和57年）- 多摩区から麻生区が分立。当地は麻生区に属する。同時に住居表示が行われ、一部が片平1丁目～5丁目、五力田1丁目～3丁目となる[6]。
- 2004年（平成16年）- 神奈川県立柿生西高等学校と神奈川県立柿生高等学校が統合再編され、神奈川県立麻生総合高等学校として開校[19]。
- 2006年（平成18年）- 一部で住居表示が行われ、片平6丁目～8丁目が成立。

## 世帯数と人口
2025年（令和7年）6月30日現在（川崎市発表）の世帯数と人口は以下の通りである。
| 大字・丁目 | 世帯数    | 人口     |
| ---------- | --------- | -------- |
| 片平       | 321世帯   | 608人    |
| 片平1丁目  | 876世帯   | 1,759人  |
| 片平2丁目  | 993世帯   | 1,841人  |
| 片平3丁目  | 954世帯   | 1,734人  |
| 片平4丁目  | 1,257世帯 | 2,755人  |
| 片平5丁目  | 883世帯   | 1,881人  |
| 片平6丁目  | 239世帯   | 619人    |
| 片平7丁目  | 240世帯   | 561人    |
| 片平8丁目  | 119世帯   | 285人    |
| 計         | 5,882世帯 | 12,043人 |

### 人口の変遷
国勢調査による人口の推移。
| 年                 | 人口   |
| ------------------ | ------ |
| 1995年（平成7年）  | 7,085  |
| 2000年（平成12年） | 8,800  |
| 2005年（平成17年） | 9,566  |
| 2010年（平成22年） | 10,852 |
| 2015年（平成27年） | 11,827 |
| 2020年（令和2年）  | 12,668 |

### 世帯数の変遷
国勢調査による世帯数の推移。
| 年                 | 世帯数 |
| ------------------ | ------ |
| 1995年（平成7年）  | 2,898  |
| 2000年（平成12年） | 3,665  |
| 2005年（平成17年） | 3,818  |
| 2010年（平成22年） | 4,583  |
| 2015年（平成27年） | 4,980  |
| 2020年（令和2年）  | 5,392  |

## 学区
市立小・中学校に通う場合、学区は以下の通りとなる（2021年12月時点）。
| 大字・丁目 | 番・番地等     | 小学校             | 中学校             |
| ---------- | -------------- | ------------------ | ------------------ |
| 片平       | 全域           | 川崎市立片平小学校 | 川崎市立白鳥中学校 |
| 片平1丁目  | 1～3番 5～20番 | 川崎市立片平小学校 | 川崎市立白鳥中学校 |
| 片平1丁目  | 4番            | 川崎市立柿生小学校 | 川崎市立白鳥中学校 |
| 片平2丁目  | 全域           | 川崎市立柿生小学校 | 川崎市立白鳥中学校 |
| 片平3丁目  | 全域           | 川崎市立柿生小学校 | 川崎市立白鳥中学校 |
| 片平4丁目  | 全域           | 川崎市立柿生小学校 | 川崎市立白鳥中学校 |
| 片平5丁目  | 全域           | 川崎市立片平小学校 | 川崎市立白鳥中学校 |
| 片平6丁目  | 全域           | 川崎市立片平小学校 | 川崎市立白鳥中学校 |
| 片平7丁目  | 全域           | 川崎市立片平小学校 | 川崎市立白鳥中学校 |
| 片平8丁目  | 全域           | 川崎市立片平小学校 | 川崎市立白鳥中学校 |

## 事業所
2021年（令和3年）現在の経済センサス調査による事業所数と従業員数は以下の通りである。
| 大字・丁目 | 事業所数  | 従業員数 |
| ---------- | --------- | -------- |
| 片平       | 32事業所  | 815人    |
| 片平1丁目  | 24事業所  | 224人    |
| 片平2丁目  | 37事業所  | 338人    |
| 片平3丁目  | 20事業所  | 154人    |
| 片平4丁目  | 29事業所  | 133人    |
| 片平5丁目  | 27事業所  | 332人    |
| 片平6丁目  | 9事業所   | 34人     |
| 片平7丁目  | 7事業所   | 81人     |
| 片平8丁目  | 8事業所   | 146人    |
| 計         | 193事業所 | 2,257人  |

### 事業者数の変遷
経済センサスによる事業所数の推移。
| 年                 | 事業者数 |
| ------------------ | -------- |
| 2016年（平成28年） | 175      |
| 2021年（令和3年）  | 193      |

### 従業員数の変遷
経済センサスによる従業員数の推移。
| 年                 | 従業員数 |
| ------------------ | -------- |
| 2016年（平成28年） | 1,638    |
| 2021年（令和3年）  | 2,257    |

## 交通

### 鉄道
小田急電鉄の多摩線が当地の北端を通過するが、当地に駅はない。同線の五月台駅・栗平駅および、小田原線の柿生駅が利用可能である。

### 路線バス
小田急バス（新百合ヶ丘営業所管轄）が、柿生駅と若葉台駅を結ぶバスを、神奈川県道137号上麻生連光寺線に沿って運行している。

### 道路
域内を東西に神奈川県道137号上麻生連光寺線が通過するほか、都市計画道路として尻手黒川道路の計画があり、一部では県道137号と重複する。また、東端を南北に神奈川県道3号世田谷町田線（津久井道）が通過している。

## 施設
- 川崎田園都市病院
- 修廣寺
- 善正寺
- 川崎フロンターレ麻生グラウンド
- 川崎フロンターレ青玄寮

### 教育
- 川崎市立柿生小学校
- 川崎市立片平小学校
- 神奈川県立麻生総合高等学校

## その他

### 日本郵便
- 郵便番号 : 215-0023[3]（集配局：麻生郵便局[30]）

### 警察
町内の警察の管轄区域は以下の通りである。
| 大字・丁目 | 番・番地等 | 警察署     | 交番・駐在所 |
| ---------- | ---------- | ---------- | ------------ |
| 片平       | 全域       | 麻生警察署 | 栗平駅前交番 |
| 片平1丁目  | 全域       | 麻生警察署 | 柿生交番     |
| 片平2丁目  | 全域       | 麻生警察署 | 柿生交番     |
| 片平3丁目  | 全域       | 麻生警察署 | 柿生交番     |
| 片平4丁目  | 全域       | 麻生警察署 | 柿生交番     |
| 片平5丁目  | 全域       | 麻生警察署 | 柿生交番     |
| 片平6丁目  | 全域       | 麻生警察署 | 栗平駅前交番 |
| 片平7丁目  | 全域       | 麻生警察署 | 栗平駅前交番 |
| 片平8丁目  | 全域       | 麻生警察署 | 栗平駅前交番 |

## 関連文献
- 「片平村」『新編武蔵風土記稿』 巻ノ86都筑郡ノ6、内務省地理局、1884年6月。NDLJP:763987/83。